# Boris Miniejew
Boris Iwanowicz Miniejew (ros. Борис Иванович Минеев, ur. 6 kwietnia 1919 we wsi Taszła w guberni orenburskiej, zm. 30 stycznia 2003 w Jekaterynburgu) – radziecki działacz partyjny i państwowy.

## Życiorys
Od września 1935 do grudnia 1935 studiował w Troickim Instytucie Weterynaryjnym, od lutego do grudnia 1938 kierował Wydziałem Propagandy i Agitacji Troickiego Komitetu Rejonowego Komsomołu (obwód czelabiński), od stycznia 1940 do lutego 1941 był I sekretarzem Troickiego Komitetu Rejonowego Komsomołu, a od lutego do sierpnia 1941 starszym lekarzem weterynarii Rejonu Krasnoarmiejskiego w obwodzie czelabińskim. Od 1940 należał do WKP(b). Od sierpnia 1941 do marca 1943 był szefem Zarządu Weterynaryjnego Czelabińskiego Obwodowego Zarządu Rolniczego, od marca do maja 1943 szefem Zarządu Hodowlanego i zastępcą szefa Czelabińskiego Obwodowego Zarządu Rolniczego, od maja do września 1943 kierownikiem Wydziału Hodowli Komitetu Obwodowego WKP(b) w Czelabińsku, a od września 1943 do kwietnia 1950 zastępcą szefa Czelabińskiego Obwodowego Zarządu Gospodarki Rolnej. Od kwietnia 1950 do maja 1955 był młodszym pracownikiem naukowym laboratorium mikrobiologii Instytutu Biologii Uralskiej Filii Akademii Nauk ZSRR, od maja 1955 do kwietnia 1958 przewodniczącym kołchozu im. Lenina w obwodzie swierdłowskim, od kwietnia do listopada 1958 zarządcą oddziału sowchozu w obwodzie czelabińskim, następnie II sekretarzem i od listopada 1960 do kwietnia 1961 I sekretarzem rejonowego komitetu KPZR. Od kwietnia 1961 do kwietnia 1962 był szefem Swierdłowskiego Obwodowego Zarządu Zapasów, od kwietnia do grudnia 1962 sekretarzem Komitetu Obwodowego KPZR w Swierdłowsku, a od 24 grudnia 1962 do 26 grudnia 1964 przewodniczącym Komitetu Wykonawczego Swierdłowskiej Wiejskiej Rady Obwodowej. W styczniu 1965 został zastępcą dyrektora Uralskiego Instytutu Naukowo-Badawczego Gospodarki Rolnej ds. produkcji, od lutego 1965 do kwietnia 1967 był nieetatowym pracownikiem naukowym Wydziału Technologii Pasz tego instytutu, a od kwietnia 1967 do stycznia 1976 kierował Wydziałem Drobnej Hodowli tego instytutu. Od stycznia 1976 do listopada 1984 kierował laboratorium hodowli królików Uralskiego Instytutu Naukowo-Badawczego Gospodarki Rolnej, od listopada 1984 do stycznia 1998 był starszym laborantem ds. określania jakości pasz wydziału mlecznej hodowli gospodarki doświadczalno-produkcyjnej „Istok”, następnie przeszedł na emeryturę. 

## Odznaczenia
- Medal „Za ofiarną pracę w Wielkiej Wojnie Ojczyźnianej 1941–1945” (1945)
- Medal 100-lecia urodzin Lenina (1969)
- Medal „Weteran pracy” (1979)
- Medal jubileuszowy „Trzydziestolecia zwycięstwa w Wielkiej Wojnie Ojczyźnianej 1941–1945” (1975)
- Medal 40-lecia Zwycięstwa w Wielkiej Wojnie Ojczyźnianej 1941–1945 (1985)
- Złoty Medal Wystawy Osiągnięć Gospodarki Narodowej ZSRR (trzykrotnie)
- Srebrny Medal Wystawy Osiągnięć Gospodarki Narodowej ZSRR